# أندرياس فروليش
أندرياس فروليش (بالألمانية: Andreas Fröhlich) (و. 1965  م) هو ممثل، ومؤدي أصوات، وممثل دبلجة ألماني، ولد في برلين.

## وصلات خارجية
- أندرياس فروليش على موقع IMDb (الإنجليزية)
- أندرياس فروليش على موقع ألو سيني (الفرنسية)
- أندرياس فروليش على موقع ميوزك برينز (الإنجليزية)
- أندرياس فروليش على موقع أول موفي (الإنجليزية)
- أندرياس فروليش على موقع ديسكوغز (الإنجليزية)
- أندرياس فروليش على موقع قاعدة بيانات الفيلم (الإنجليزية)
- أندرياس فروليش على موقع كينوبويسك (الروسية)